# Titono
Titono ou Titônio (em grego:   Τιθωνός), na mitologia grega, era filho de Laomedonte e irmão mais velho de Príamo, rei de Troia. Aurora apaixonou-se por ele, mas cometeu o equívoco de pedir a Zeus que lhe concedesse a imortalidade, sem lhe pedir também a eterna juventude. Titono envelheceu tanto que Aurora encerrou-o num quarto escuro, onde ele acabou por tornar-se uma cigarra. No entanto, existe a versão da mitologia que diz que Aurora pediu a Zeus que transformasse Titono em uma cigarra.
Titono e Aurora tiveram dois (ou três) filhos, dentre os quais Mêmnon, rei da Etiópia.

## Família
Titono era filho de Laomedonte, filho de Ilo II e Eurídice, filha de Adrasto. Laomedonte teve vários filhos: Titono, Lampo, Hicetaon, Podarces,  Hesíone, Cila, Astíoque, Proclia, Medesicaste, Étila e Bucólio, este último filho da ninfa Calibe.
A deusa Aurora (Eos) era um dos filhos dos titãs Hiperião e Teia, seus irmãos eram Hélio, o deus Sol, e Selene, a deusa Lua.
Eos também havia raptado Céfalo, com quem teve um filho, Faetonte  ou, segundo outras versões, Titono.

## Características
Titono é um dos dez homens mais belos na lista de Higino, junto de Iásio, filho de Ilítio, Cíniras, filho de Pafos e rei dos assírios, Anquises, filho de Assáraco, que foi amado por Vênus, Alexandre Páris, filho de Príamo e Hécuba, Nireu, filho de Cárops, Céfalo, filho de Pandião, por quem Aurora se apaixonou, Partenopeu, filho de Meleagro e Atalanta, Aquiles, filho de Peleu e Tétis, Pátroclo, filho de Menécio, Idomeneu, que se apaixonou por Helena e Teseu, filho de Egeu e Etra, por quem Ariadne se apaixonou.
Eos pediu a Zeus que desse a Titono vida eterna, mas esqueceu de pedir também juventude eterna, e quanto Titono começou a apresentar cabelos brancos na cabeça e na barba, Eos parou de frequentar sua cama, e quando Titono, de tão velho, não conseguia mais se mover, Eos o trancou em um quarto, onde ele fica balbuciando sem parar, sem forçar para mexer seus membros.

## Filhos
Dentre os filhos de Titono, temos:
- Emácio, filho de Titono e a Aurora,[9] morto por Héracles na Arábia.[10]
- Mêmnon, filho de Titono e a Aurora,[9][11][12] rei da Etiópia, aliado de Troia durante a guerra, morto por Aquiles.[11]
- Possivelmente Hímera, irmã de Mêmnon e filha de Hemera (a deusa Aurora), encarregou-se de recuperar os ossos do irmão.[13]